# Toomsuba
Toomsuba es un lugar designado por el censo ubicado en el condado de Lauderdale en el estado estadounidense de Misisipi. En el año 2010 tenía una población de 773 habitantes.

## Geografía
Toomsuba se encuentra ubicado en las coordenadas 32°25′7.18″N 88°30′24.8″O / 32.4186611, -88.506889.